# Мерень (Олт)
Мерень, Мерені (рум. Mereni) — село у повіті Олт в Румунії. Входить до складу комуни Берешть.
Село розташоване на відстані 122 км на захід від Бухареста, 37 км на північний схід від Слатіни, 76 км на північний схід від Крайови, 130 км на південний захід від Брашова.

## Населення
За даними перепису населення 2002 року у селі проживали 203 особи, усі — румуни. Усі жителі села рідною мовою назвали румунську.